# Hypaeus duodentatus
Hypaeus duodentatus är en spindelart som beskrevs av Jocelyn Crane 1943. 
Hypaeus duodentatus ingår i släktet Hypaeus och familjen hoppspindlar. Inga underarter finns listade i Catalogue of Life.